# 木馬行動
木馬行動（Operation Trojan Horse）是伊斯蘭主義分子試圖控制英國多間公營學校，然後利用學校向學生灌輸極端主義思想的陰謀。事件的名稱來自2014年3月曝光的一封被指是由伯明翰的伊斯蘭主義分子寫給同伙的信件，寫信人把這個計劃稱為「木馬行動」，又提到已在伯明翰成功實踐計劃。寫信人在信中教導如何把學校納入自己控制，又提及陰謀會擴展至其它城市的學校。該信件大概是由某位略知內情的人偽造，企圖引起公眾關注此事。在該信件向公眾曝光後約一個月，伯明翰市議會表示它收到數以百計與該信件的描述相似的奪取學校控制權陰謀的指稱，有些更追溯至20年前。
除了伯明翰，布拉德福德也有學校被懷疑發生了類似陰謀。

## 信件
傳媒在2014年3月7日報道了該封描述陰謀的信件。有人在信件內宣稱已在伯明翰更換了四間學校的領導者。該信件描述奪取學校控制權的步驟：
1. 在穆斯林居住區選定目標學校，根據教育及兒童服務與技能標準局（Ofsted）的評分向表現差的學校下手。
2. 在學校內選定一群信仰伊斯蘭教沙拉菲派的家長，因為他們對於伊斯蘭教最熱心，然後推動他們反對校長和學校管理層。煽動家長的方法是告知家長他們的子女在學校被性教育、性傾向議題教育、基督教禱告及男女生混合上體育課腐化。如果可以推動這些家長在接送子女上下課時於操場大聲提及，就能引起其他家長不安。一定要向這些家長給予指示，並且叫他們不要跟其他人提起。要在學校製造擾亂、作出投訴、對子女教育提出質疑及接觸當地國會議員和教育當局，最多只要找到四名家長就可以達到目的。
3. 安插可以逐漸推動穆斯林學校理念的校董。
4. 鼓動軟弱和心懷不滿的教職員作出投訴，藉此引發外界對學校進行調查。如果可以的話，找一個英國人加入，就可以提高可信性。
5. 發動匿名投訴，寄予當地國會議員、教育當局及其他人。[5][6]

該信件又提到已成功滲透的學校可以爭取成為擁有更大自主權的「學院」（Academy，一種由教育部提供營運經費的非牟利學校），以擺脫地方教育當局的限制。
早在2013年已有匿名者向地方當局發信，指稱有強硬派穆斯林試圖取得一些公營學校的管理權。

## 跟進
至2014年6月，教育及兒童服務與技能標準局、伯明翰市議會、教育部及教育經費署對於陰謀指控合共進行了四次調查。
教育及兒童服務與技能標準局巡查伯明翰的21間學校後，發現有人針對特定學校進行有組織行動的證據。教標局在2014年6月9日公佈巡查結果，發現自前次巡查後，「恐懼和恐嚇的文化」在一些學校內發展起來，有些校長表示他們被邊緣化或被迫離開原有職位。許多教職員和一些校長向督學表示他們不敢發表與校董相反的意見。有些教職員擔心如果他們發言反對學校追求某些改變，就會丟掉飯碗或者升職受阻。數間學校的校董對學校的政策和日常運作施加不恰當的影響，其它學校的領導者則努力抗拒校董會利用權力依照校董個人想法改變學校。教標局批評伯明翰市議會未有向一些學校提供足夠支援以保護學生免受極端主義危害，批評市議會收到校長投訴校董操守後，未有作出足夠跟進。
當局在發現有學校出現系統性缺失，未能保護學生免受極端主義思想危害後，對五間學校——Golden Hillock School、Nansen Primary School、Park View Academy、Oldknow Academy及Saltley School實施特別措施。另一間被巡查的學校Alston Primary School早前已經被當局實施特別措施。這六間學校被教標局評為在全部或部份類別表現「不足」（inadequate）。教標局表示另有12間學校需要改善，有3間學校則得到表揚。
被當局實施特別措施的學校有三間由園景教育信託（Park View Educational Trust）管理——Golden Hillock School、Nansen Primary School及Park View Academy。教育經費署及教育部在2014年6月9日公佈針對園景教育信託的檢討結果，指出該機構有多個不足之處，並且在若干處違反撥款協議，也沒有遵守學校財政及獨立學校標準的相關指引。教育經費署的報告批評該三間學校把社會、道德、靈性與文化教育侷限於「保守伊斯蘭角度」。
Oldknow Academy被指在課室中分隔男生與女生，把女生安排坐在男生後面；在穆斯林學生為主的集會中鼓勵喊出反基督徒的口號；取消聖誕節活動；學校資助穆斯林教職員和學生到沙特阿拉伯旅行，卻不許非穆斯林學生參加。
在Nansen Primary School，校董堅持要審查一場以耶穌誕生為主題的戲劇表演，然後禁止一個扮演嬰兒耶穌的布偶在劇中使用。教標局的報告指該校學生對於伊斯蘭教以外的宗教信仰認識有限；在校董會的堅持下，音樂及美術課從課堂表中被刪掉；學生對於英國的傳統、文化及信仰的認識未有得到適當發展，未必足夠應付在現代英國生活。
教標局的報告公佈後，教育大臣邁克爾·戈夫在國會下議院發言時表示將會更換Saltley School的校董會，及計劃終止對四間被實施特別措施的學院的撥款協議。
2014年6月，教標局表示針對學校內極端主義的調查會擴大至布拉德福德、盧頓和東倫敦。
2014年7月，園景教育信託的理事集體辭職，在教育部同意下，改由3名身為校長的新成員出任理事。

## 反應
首相戴维·卡梅伦在2014年4月到訪伯明翰時，表示他支持教標局對陰謀指控展開調查，他與教育大臣邁克爾·戈夫不接受任何學校宣揚極端思想。
教育大臣邁克爾·戈夫表示將來英格蘭所有中小學校需要推廣宣揚包容和公平的英國價值觀。他又說將會修改規定，容許當局禁止那些邀請極端分子到學校演講的教師繼續擔任教職。

## 外部連結
- 极端主义进校园 英教育监管机构面临改革
- 'Trojan Horse': The 21 schools in detail （页面存档备份，存于）
- Trojan Horse 'plot' schools timeline （页面存档备份，存于）
- Advice note provided on academies and maintained schools in Birmingham to the Secretary of State for Education, Rt Hon Michael Gove MP （页面存档备份，存于）（含21間學校巡查報告的下載連結）
- State schools isolate non-Muslims （页面存档备份，存于）